# Cécile est morte (film)
Cécile est morte è un film del 1944 diretto da Maurice Tourneur
La pellicola, con Albert Préjean nel ruolo di Maigret, è tratta dal romanzo Un'ombra su Maigret dello scrittore belga Georges Simenon.